# Stambolovo, Ruse
Stambolovo (în bulgară Стамболово) este un sat în comuna Slivo Pole, regiunea Ruse,  Bulgaria. 

## Demografie
Componența etnică a satului Stambolovo
     Turci (87,36%)
     Nicio identificare (5,05%)
     Bulgari (5,34%)
     Romi (2,22%)
La recensământul din 2011, populația satului Stambolovo era de 673 locuitori. Din punct de vedere etnic, majoritatea locuitorilor (87,36%) erau turci, existând și minorități de bulgari (5,34%) și romi (2,22%). Pentru 5,05% din locuitori nu este cunoscută apartenența etnică.